# Patrimoine balnéaire de Cannes
Le patrimoine balnéaire de Cannes est constitué par l'ensemble des édifices repérés dans le cadre d'une étude de recensement de l'architecture de villégiature de Cannes menée à partir de 1982 par le service de l'inventaire général du patrimoine culturel de la région Provence-Alpes-Côte d'Azur.

## Cadre de l'étude
L'étude est menée à partir de 1982 par le service de l'inventaire général du patrimoine culturel de la région Provence-Alpes-Côte d'Azur et dirigée par François Fray, conservateur en chef du patrimoine, et Camille Milliet-Mondon, diplômée des Beaux-Arts et docteur en ethno-architecture.

## Domaine de l'étude
Le domaine de l'étude porte sur l'ensemble des maisons, jardins, immeubles, hôtels de voyageurs et établissements de bains repérés dans le cadre du recensement de l'architecture de villégiature de Cannes. 

### Maisons
La villa Éléonore-Louise est construite en 1835 pour Henry Brougham, l'« inventeur » de Cannes. Cette résidence de villégiature est la première d'une longue série qui a fait de la ville une station balnéaire. Sur les 338 maisons du XIXe siècles recensées, 231 ont fait l'objet d'une étude particulière ainsi que 149 des 203 maisons du XXe siècle recensées. 
Elles présentent comme caractéristiques communes un salon-salle à manger parfois complété par un deuxième salon, un fumoir ou une bibliothèque. Les pièces réservées aux domestiques sont situées, avec les caves, resserres et autres services comme parfois la cuisine, dans les soubassements ou même au sous-sol. Chaque étage est systématiquement équipé d'un WC. 

### Immeubles
Les immeubles construits au XIXe siècle se sont insérés naturellement dans l'urbanisation naissante du centre-ville. Sur les 43 immeubles recensés pour cette période, 30 ont fait l'objet d'une étude particulière. Après 1920, les immeubles sont venus remplacer ou surélever, sous l'effet de la pression immobilière, des villas plus isolées au sein de leurs jardins notamment dans les quartiers plus excentrés et surtout en bord de mer. 118 des 141 immeubles du XXe siècle recensés ont fait l'objet d'une étude  particulière. 

### Hôtels de voyageurs
46 hôtels ont été recensés pour le XIXe siècle et 10 pour le XXe siècle. La construction du premier hôtel, l'hôtel Bellevue, remonte à 1858. Le dernier hôtel recensé, l'hôtel George V, a été construit en 1929. 
En dehors du centre-ville, deux types d'hôtel se distinguent pour le XIXe siècle : des constructions en longueur avec vestibule central et couloir axial aux étages, à l'image des couvents de la région ; des constructions semblables à des châteaux avec plusieurs corps de bâtiment. Les deux types d'édifice sont entourés de jardins, de services de voiturage, d'installations sportives et de loisirs. La structure des hôtels du centre-ville ne se différencie pas vraiment de celle des immeubles du XXe siècle. Celle des palaces de la Croisette est plus irrégulière. Les jardins sont pratiquement inexistants ou réduits à leur plus simple expression.

### Établissements de bains
Les premières baignades à Cannes remontent à 1860 où cabines et paravents abritent les baigneurs de l'estuaire de la Foux. Des établissements de bains plus élaborés apparaissent rapidement : les Bains Botin en 1863 face au Cercle nautique puis le pavillon de bain du Grand Hôtel. En 1883, sont installés les Bains Brun square Brougham et en 1902, les Thermes méditerranéens de la Villa Charlotte boulevard de la Ferrage. 
La fonction de ces bains était thérapeutique et associait bains chauds, froids, d'eau douce, d'eau de mer, de sable et de soleil. En 1929, le Casino d'été du Palm Beach, équipé de cent cabines, propose piscine et hammam rendant désuets les premiers établissements de bains qui disparaissent en 1945. En 1961, l'aménagement de la Croisette permet de placer, sous la promenade, les installations des plages privées des palaces.

## Outils de l'enquête
Parmi tous les outils cartographiques à la disposition des chercheurs : cadastre napoléonien de 1814, plan d’alignement de 1864 (débuts de la villégiature avec l'arrivée du PLM), plan régulateur de 1883 à 1886, plan de nivellement de 1884 à 1890 (indications d’altitude), plans touristiques successifs, cadastre rénové de 1981, etc., le plan régulateur s'est avéré la source la plus complète (200 planches) et la plus précise. 
Il identifie ainsi, dans des sections cadastrées, les quartiers, rues, places, équipements et édifices en les nommant très précisément selon leur nature : 
| Équipements publics    | Marchés, églises, cimetières, octrois, écoles, équipements maritimes, réservoir                | 64  |
| Activités              | Industries, savonneries, parfumeries, verrerie, bureaux, restaurants                           | 11  |
| Hôtellerie             | Hôtels de voyageurs, pensions                                                                  | 56  |
| Équipements de loisirs | Kiosque, théâtre, cercle, jeu de paume, tir au pigeon, jetée promenade, établissement de bains | 7   |
| Terrains aménagés      | Propriétés agricoles, squares, jardins, clos                                                   | 6   |
| Villas                 |                                                                                                | 520 |
| Maisons                | Maison d'habitation, ferme, campagne, cottage, pavillon                                        | 60  |
| Châteaux               |                                                                                                | 12  |
| Chalets et cabanons    |                                                                                                | 45  |
| Immeubles              |                                                                                                | 1   |

Outil vivant, prospectif, « on y voit la ville en train de se faire » comme l'indique François Fray. On y voit la villégiature envahir le domaine agricole. On y voit le boulevard de la Foncière Lyonnaise (boulevard Carnot) pénétrer dans la ville entre des terrains encore non bâtis mais déjà équipés de l'éclairage, des bouches d'égout, des vespasiennes et des kiosques ou des projets de lotissement qui n'ont jamais vu le jour. On y voit la parcellisation de terrains qui ne seront bâtis que bien plus tard comme la villa Camille-Amélie. 
La qualité la plus remarquable du plan régulateur est la précision du tracé des jardins qui a permis de renseigner 260 fiches de la base Mérimée. Sa justesse est une autre de ses qualités qui a pu être vérifiée, confrontée à la végétation persistante de certains sites comme celui de la villa Clementine. Il montre la ville en train de se construire mais aussi la ville qui n'est plus, enfouie sous l'urbanisation inexorable, et qui a pu être redécouverte par la confrontation avec des vestiges encore en place. Plus qu'un cadastre, le plan régulateur est un « portrait » fidèle de la ville de Cannes en 1886.

## Les architectes
Les villas et châteaux, équipements publics et de loisirs, hôtels de voyageurs, immeubles de logements, services et commerces recensés au titre du patrimoine balnéaire de Cannes et mentionnés à l'inventaire général du patrimoine culturel sont construits ou restructurés par les architectes français ou étrangers actifs à Cannes comme Charles Baron, Hans Barreth, Emmanuel Bellini, Louis Cauvin, César Cavallin, Charles Dalmas, Barry Dierks, Eugène Lizero, Thomas Smith, Laurent Vianay, etc..